# Ernst Matray

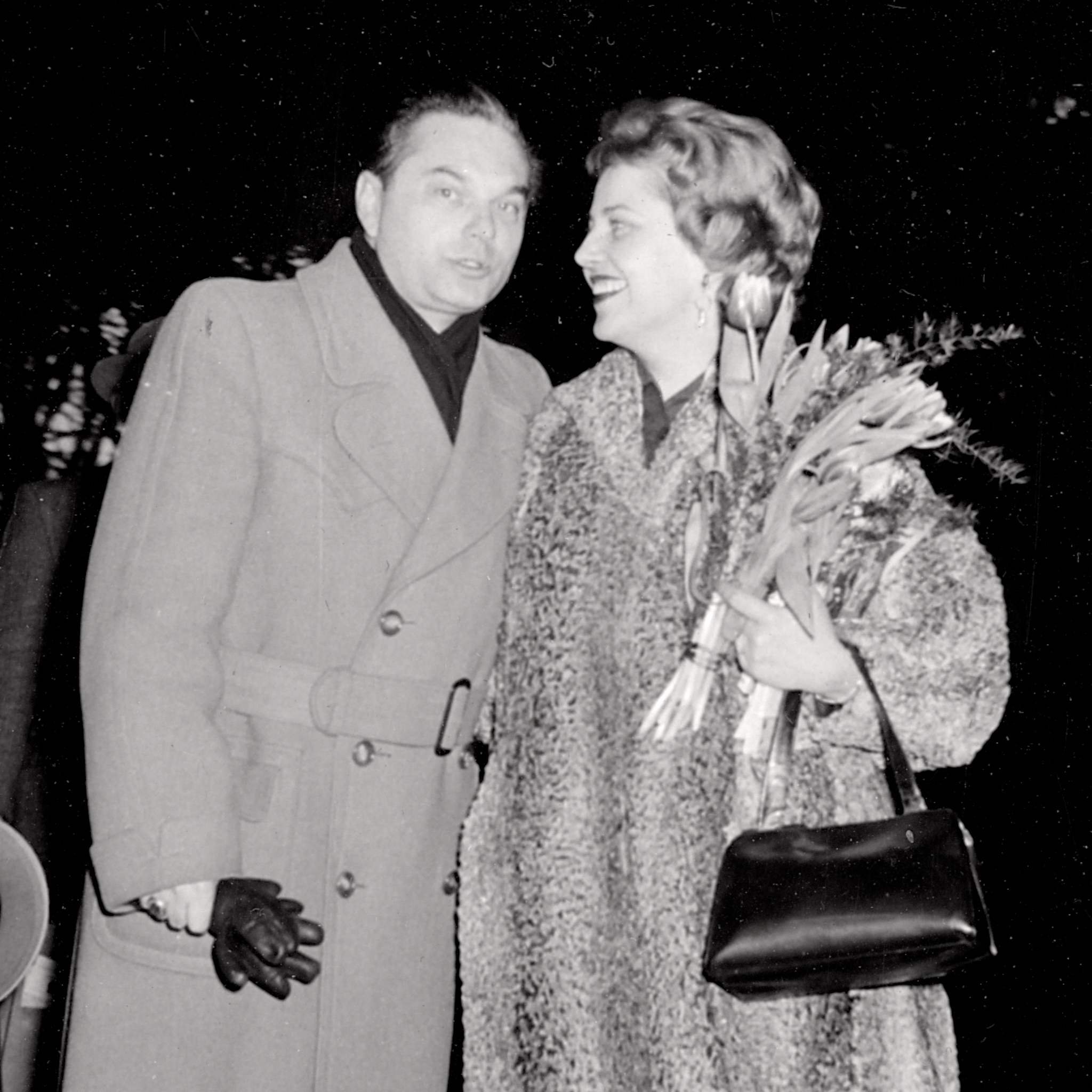
Ernst Matray und Lonny Kellner anlässlich einer Werbe-Tour für den Film "Musik, Musik und nur Musik" (1955)

Ernst Matray, gebürtig Mechlovits, (* 27. Mai 1891 in Budapest; † 12. November 1978 in Los Angeles, Kalifornien) war ein ungarischer Tänzer, Choreograf, Schauspieler und Filmregisseur.

## Leben
Er wurde 1907 von Max Reinhardt bei einem Gastspiel seines Ensembles in Budapest als Tänzer entdeckt und an das Deutsche Theater in Berlin verpflichtet. Hier machte er in eigens für ihn geschriebenen skurrilen Rollen auf sich aufmerksam. Er verkörperte in Sumurun 1908 einen Buckligen, in Das Mirakel 1911 einen Spielmann. Am Deutschen Theater arbeitet er als Schauspieler, Tänzer, Pantomime und Choreograf.
Durch Filmadaptionen Max Reinhardts stand er auch frühzeitig vor der Kamera, und während des Ersten Weltkriegs war er mehrmals als Grotesktänzer in Filmkomödien zu sehen. Einige Male führte er auch selbst Regie. Zusammen mit Ernst Lubitsch gründete er um die Jahreswende 1914/15 die „Malu-Film“. Zusammen mit seiner ersten Ehefrau Greta Schröder betätigte er sich auch als Drehbuchautor.
1922 übernahm Matray die künstlerische Leitung der Internationalen Pantomimengesellschaft. Mit seinem Ensemble ging er im In- und Ausland auf Tournee. 1924 wurde seine erste Ehe mit der Schauspielerin Greta Schröder (die anschließend Paul Wegener heiratete) geschieden. 1927 heiratete er in zweiter Ehe die Schauspielerin Maria Solveg, mit der er jahrelang bei der Entwicklung von Choreografien zusammenarbeitete.
Nach einem letzten Auftritt des Matray-Balletts Ende 1933 im Ufa-Palast am Zoo emigrierte das Ehepaar über England in die USA. Hier arbeiteten die Eheleute als Choreografen für Revuetruppen. Auf Vermittlung von Wilhelm Dieterle und Reinhold Schünzel waren beide ab 1939 für die Choreografie einiger Hollywood-Filme zuständig, in dem Streifen Adventure in Music fungierte Matray als Co-Regisseur.
1953 ließen sich die Matrays in Zürich nieder. Matray inszenierte am Deutschen Schauspielhaus in Hamburg Molières George Dandin und Offenbachs Pariser Leben, zugleich arbeitete er als Choreograf für das Fernsehen.
1955 trennte er sich von seiner Frau und kehrte in die USA zurück. Nach der Scheidung 1962 heiratete er in dritter Ehe die Amerikanerin Elisabeth McKinley. Er widmete sich zuletzt besonders der Malerei.

## Filmografie

### Schauspieler
- 1912: Das Mirakel
- 1913: Tangofieber
- 1913: Die Insel der Seligen
- 1914: Das Liebesbarometer
- 1914: Eine venezianische Nacht
- 1914: Die Erbtante
- 1915: Zucker und Zimt (auch Drehbuch und Produktion)
- 1915: Die Direktion verlobt sich
- 1915: Die bösen Buben
- 1915: Eine Lausbubengeschichte
- 1915: Marionetten (auch Drehbuch)
- 1915: Teufelchen (auch Regie)
- 1915: Die Goldfelder von Jacksonville
- 1917: Hilde Warren und der Tod
- 1918: Ticky-Tacky
- 1920: Weltbrand
- 1920: O du Quetschfalte meines Herzens
- 1921: Kameraden (auch Drehbuch und Produzent)
- 1922: Nathan der Weise
- 1924: Die wunderlichen Geschichten des Theodor Huber

### Choreograf
- 1930: Dolly macht Karriere
- 1936: Pariser Leben (La vie parisienne)
- 1939: Balalaika
- 1939: Der Glöckner von Notre Dame (The Hunchback of Notre Dame)
- 1940: Ihr erster Mann (Waterloo Bridge)
- 1940: Stolz und Vorurteil (Pride and Prejudice)
- 1941: Die Frau mit der Narbe (A Woman's Face)
- 1941: Arzt und Dämon (Dr. Jekyll and Mr. Hyde)
- 1942: Sieben junge Herzen (Seven Sweethearts)
- 1942: Gefundene Jahre (Random Harvest)
- 1943: Und das Leben geht weiter (The Human Comedy)
- 1943: Bühne frei für Lily Mars (Presenting Lily Mars)
- 1944: Step Lively
- 1945: Bezaubernd aber gefährlich (Delightfully Dangerous)
- 1947: Die Privataffären des Bel Ami (The Private Affairs of Bel Ami)
- 1954: Fräulein vom Amt

### Regisseur
- 1916: Das Phantom der Oper
- 1916: Ramara
- 1916: Schloss Phantom
- 1944: Adventure in Music
- 1955: Abschiedsvorstellung
- 1955: Musik, Musik und nur Musik